# Parc national Gregory
Pour les articles homonymes, voir Gregory.
Le parc national Gregory (Gregory National Park) est un parc national d'Australie situé dans le Territoire du Nord, à 359 kilomètres au sud de Darwin. Il doit son nom à Augustus Charles Gregory, explorateur de cette région en 1855-1856.